# Campionat del món de ciclisme en pista de 2000
El Campionat Mundial de Ciclisme en Pista de 2000 es va celebrar a Manchester (Anglaterra) entre el 25 i el 29 d'octubre de 2000. Les competicions es van celebrar al Velòdrom de Manchester. En total es va competir en 12 disciplines, 8 de masculines i 4 de femenines.

## Resultats

### Masculí
| Prova                     | Or                                                                       | Argent                                                                     | Bronze                                                                     |
| Velocitat individual      | Jan Van Eijden · Alemanya                                                | Laurent Gané · França                                                      | No concedit                                                                |
| Velocitat per equips      | França · Laurent Gané · Florian Rousseau · Arnaud Tournant               | Regne Unit · Chris Hoy · Craig MacLean · Jason Queally                     | Espanya · José Antonio Villanueva · José Antonio Escuredo · Salvador Melià |
| Persecució individual     | Jens Lehmann · Alemanya                                                  | Stefan Steinweg · Alemanya                                                 | Rob Hayles · Regne Unit                                                    |
| Persecució per equips     | Alemanya · Jens Lehmann · Sebastian Siedler · Daniel Becke · Guido Fulst | Regne Unit · Chris Newton · Paul Manning · Bradley Wiggins · Jonathan Clay | França · Cyril Bos · Philippe Gaumont · Damien Pommereau · Jérôme Neuville |
| Quilòmetre contrarellotge | Arnaud Tournant · França ·                                               | Sören Lausberg · Alemanya ·                                                | Jason Queally · Regne Unit ·                                               |
| Cursa per punts 40 km     | Joan Llaneras · Espanya ·                                                | Matthew Gilmore · Bèlgica ·                                                | Franz Stocher · Àustria ·                                                  |
| Keirin                    | Frédéric Magné · França                                                  | Jens Fiedler · Alemanya                                                    | Pavel Buráň · Txèquia                                                      |
| Madison 50 km             | Stefan Steinweg · Erik Weispfennig · Alemanya ·                          | Isaac Gálvez · Joan Llaneras · Espanya ·                                   | Juan Curuchet · Edgardo Simón · Argentina ·                                |

### Femení
| Prova                     | Or                                 | Argent                         | Bronze                       |
| Velocitat individual      | Natàl·lia Markovnitxenko · Belarús | Lori-Ann Muenzer · Canadà      | Katrin Meinke · Alemanya     |
| Persecució individual     | Yvonne McGregor · Regne Unit       | Judith Arndt · Alemanya        | Elena Tchalykh · Rússia      |
| 500 metres contrarellotge | Natàl·lia Markovnitxenko · Belarús | Jiang Cuihua · R.P. de la Xina | Yan Wang · R.P. de la Xina · |
| Cursa per punts 25 km     | Marion Clignet · França            | Judith Arndt · Alemanya        | Olga Slyusareva · Rússia ·   |

## Medaller
| Pos. | País            | Or | Plata | Bronze | Total |
| 1    | Alemanya        | 4  | 5     | 1      | 10    |
| 2    | França          | 4  | 1     | 1      | 6     |
| 3    | Belarús         | 2  |       |        | 2     |
| 4    | Regne Unit      | 1  | 2     | 2      | 5     |
| 5    | Espanya         | 1  | 1     | 1      | 3     |
| 6    | R.P. de la Xina |    | 1     | 1      | 2     |
| 7    | Bèlgica         |    | 1     |        | 1     |
| 7    | Canadà          |    | 1     |        | 1     |
| 9    | Rússia          |    |       | 2      | 2     |
| 10   | Argentina       |    |       | 1      | 1     |
| 10   | Àustria         |    |       | 1      | 1     |
| 10   | Txèquia         |    |       | 1      | 1     |